# Anders Buchardt
Anders Buchardt (* 10. Juni 1974 in Brumunddal) ist ein norwegischer Unternehmer und Autorennfahrer.

## Familie und Unternehmertum
Anders Buchardt ist der Sohn des norwegischen Unternehmers und Investors Arthur Buchardt, der in zweiter Ehe mit der Sängerin Wencke Myhre verheiratet war. Gemeinsam mit seinem Vater ist er Eigentümer von AB Invest, einer Immobilieninvestmentgesellschaft, die in Norwegen große Hotelprojekte realisiert.

## Karriere als Rennfahrer
Die Fahrerkarriere von Anders Buchardt begann 2008 mit seinem ersten Start beim 24-Stunden-Rennen auf dem Nürburgring. Auf einem BMW 320d erreichte er den zweiten Rang in der S1-Klasse. Es folgten weitere Teilnahmen bei diesem 24-Stunden-Rennen, mit der besten Platzierung 2009, als er gemeinsam mit Michael Auriemma, John Mayes und Nils Tronryd (erneut im BMW 320d) die S1-Klasse gewann.
Neben Einsätzen in der VLN Langstreckenmeisterschaft Nürburgring fuhr er ab 2019 einen BMW M6 GT3 in der Blancpain Endurance Series.

## Statistik

### Le-Mans-Ergebnisse
| Jahr | Team           | Fahrzeug           | Teamkollege  | Teamkollege | Platzierung | Ausfallgrund |
| ---- | -------------- | ------------------ | ------------ | ----------- | ----------- | ------------ |
| 2021 | Team Project 1 | Porsche 991 RSR-19 | Dennis Olsen | Robby Foley | Ausfall     | Unfall       |

### Einzelergebnisse in der FIA-Langstrecken-Weltmeisterschaft
| Saison | Team           | Rennwagen          | 1   | 2   | 3   | 4   | 5   | 6   |
| ------ | -------------- | ------------------ | --- | --- | --- | --- | --- | --- |
| 2021   | Team Project 1 | Porsche 991 RSR-19 | SPA | POR | MON | LEM | BAH | BAH |
| 2021   | Team Project 1 | Porsche 991 RSR-19 |     |     | 30  | DNF |     |     |